# ジョルジョ・フェデリコ・ゲディーニ
ジョルジョ・フェデリコ・ゲディーニ（Giorgio Federico Ghedini、1892年7月11日 - 1965年3月25日）は、イタリアの作曲家。

## 生涯
クーネオ出身。トリノでオルガン、ピアノ、チェロを学んだ後、1911年にボローニャでマルコ・エンリコ・ボッシに師事。作曲家・指揮者として活動し、1918年から1937年までトリノ音楽院で、1937年から1941年までパルマ音楽院で作曲を教えていたが、ミラノ音楽院に移り、1951年から1962年まで院長を務めた。弟子にはクラウディオ・アバド、ルチアーノ・ベリオ、ニッコロ・カスティリオーニなどがいる。
クラウディオ・モンテヴェルディ、ジローラモ・フレスコバルディ、アンドレーア・ガブリエーリ、ジョヴァンニ・ガブリエーリなどルネサンス音楽・バロック音楽から発想を得て、現代的な語法を用いて作曲した。作品には多くのオペラ、『チェロ協奏曲』や『ヴィオラとヴィオラ・ダモーレのための協奏曲』などの協奏曲、室内楽曲、声楽曲がある。

## 文献
- Friedrich Blume (Hrsg.): Die Musik in Geschichte und Gegenwart, 1. Auflage, 1949–1986